# Бузавы
Буза́вы (калм. Бузаав) — донские калмыки-казаки, осевшие на Дону и образовавшие казачьи станицы в Сальских степях, на территории современной Ростовской области. Имеют некоторые, отличные от других этнических групп калмыков свою особенную культуру, танцы, песни, одежду, традиции и быт.

## История

### Донское предание
Среди донских калмыков сохранилось предание, что предками их были не волжские калмыки, а представители особой группы выходцев из Джунгарии, ничего общего не имевшей с торгутами Хо-Урлюка и выделившейся из общей ойратской массы гораздо позднее. Под предводительством двух братьев, тайшей Цагана и Баахана. Эта группа, не задерживаясь у Волги, проследовала на реку Донец, по-калмыцки Бузын, и расположилась кочевьями на первое время в урочище Экджы-Хойр, где до Гражданской войны находился «Провальский войсковой конский завод».

### XVII век: вхождение в состав Донского казачества
На Дону калмыки впервые появились со второй половины XVII века. Причинами откочёвки части калмыков на Дон служили внутренние междоусобицы в Калмыцком ханстве. Калмыцкая знать не раз обращалась к русским властям с жалобами на донских казаков и администрацию соседних с ханством городов в целях того, чтобы они не принимали и возвращали беглых калмыков. В 1673, 1677 и 1683 годах русское правительство издавало указы, которыми запрещалось донским казакам и пограничным городам принимать к себе беглых калмыков, а в случае, если бы таковые явились на Дон, немедленно отправлять их на прежние места.
Предположительно в середине XVII века между калмыками и казаками Войска Донского был подписан договор, которым был закреплён официальный статус взаимоотношений калмыков с Донскими казаками. Возглавлял делегацию Донских атаманов Степан Тимофеевич Разин (1630—1671).
Запреты царских властей к казакам на прием к себе калмыков действовали слабо, численность калмыков на Дону, время от времени, увеличивалась. Значительный прирост произошел к концу XVII века, с приходом группы «черных калмыков» (чоросы, зюнгары) из Джунгарии. В это время на Донец прикочевали первые нойоны (князья) Баахан (Баахан-Манжи, Бокшурга) и его брат Баатур (Цаган-Баатур, Чаган-хан), со своими улусами. Речь идёт о приходе двух сыновей Чокура-Убаши (Ахай Чокур, Чуукур-Убаши), родного брата основателя и первого хунтайджи Джунгарского ханства Батура-хунтайджи из рода Чорос по линии Хара-Хула-тайши. Первые упоминания о сыновьях Чохура делает русский посол В. Литосов в 1665 году во время своего посещения Джунгарского ханства и ставки  Сенге. В докладе отмечается, что «В ноябре он прибыл в улус Чохура, который в это время уехал в Тибет, поручив управление улусом своим сыновьям Баахану и Цагану». Позднее в 1666 году другой русский посол, штатный переводчик Посольского приказа в Джунгарии Павел Кульвинский, знавший не только монгольский и калмыцкий языки, но и тибетский язык, также отмечает, что у Чокура-Убаши есть сыновья Баахан-Манжи и Цаган.
Первое упоминание о приходе на Волгу джунгарского улуса датируется 18 января 1687 года, когда царское правительство было извещено, что под Царицын из-под Сибири прибыл улус «черных калмыков» в количестве 3 тысяч улусных людей (улусная единица считается по главе семьи). Новоприбывшие калмыки кочевали в районе Сарпинского острова на расстоянии версты от самого Царицына. Вышли они из Сибири примерно летом 1686 года, а весной 1687 года планировали присоединиться к волжским калмыкам Аюки, который кочевал около Астрахани. О причинах прихода на Волгу царицынские власти не знали, при этом они отмечали, что «в прежних годах такие черные калмыки не прихаживали». Тем не менее Джунгары не создавали им особых проблем и вполне мирно торговали с местным населением.
Донские казаки также не могли в своих донесениях в Москву не отреагировать на прибытие нового калмыцкого улуса. Они сообщали, что к донским городкам Паншину и Качалину прикочевал некий калмыцкий «Чаган-мирза», который отправил на переговоры к Аюке свою супругу, приходившуюся калмыцкому хану родной сестрой. В то же время он отправил своих послов в Москву с просьбой принять его на службу и указать место для кочевий. Поскольку приход джунгаров совпал с началом русско-турецкой войны, то из Москвы к нему пришел указ отправиться срочно войной на Крым, и за это их владельцу были обещаны «государевы милость и жалованье».
Позже как удовлетворение таковой просьбы Цаган-батуру, его детям и всем его улусным людям было пожаловано «в вечное русское подданство», указав князю В. В. Голицыну отвести им для кочевок степи на луговой стороне Волги, по реке Ахтубе. Уже на другой после этого год эти самые калмыки со своим владельцем «отправляли службу», находясь вместе с донскими казаками в экспедиции для искоренения ушедших к рекам Медведице и Куме воров и раскольников.

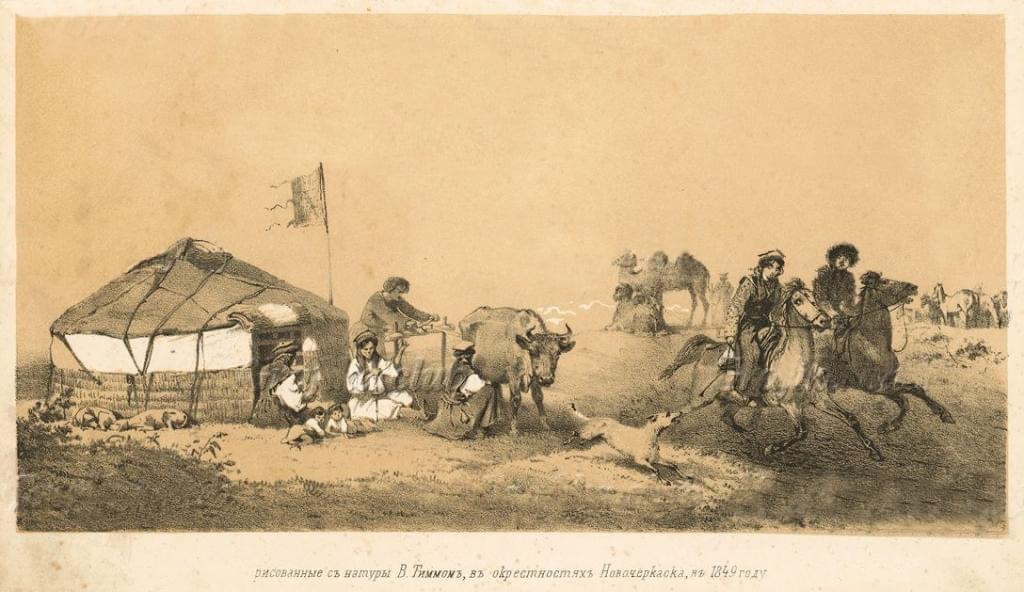
Рисованные с натуры В. Тиммом, в окрестностях Новочеркаска, в 1849 году

В 1696 году, «Бааханъ, пришедшій съ своимъ улусомъ изъ земли Зюнгорскихъ Калмыковъ, въ улусы Аюки-Хана, вознегодовавъ на его притѣсненія, испросилъ у Петра I, который находился тогда въ Таганрогской крѣпости, позволеніе перенесть кочевье свое на Донъ къ Черкасску, и отправлять службу наравнѣ съ прочими Донскими казаками». Неустройство и междоусобица возникшая в 1701 году, в улусах Аюки-хана, ещё сильнее подталкивала людей к уходу на Дон. В 1703 году Пётр I позволил им свободно переходить за Волгу и кочевать на Дону. Таким образом, улус Баахана трижды перекочёвывал с Волги на Дон. Каждый раз тайши хана Аюки либо силой забирали его улус, либо подговаривали к уходу. Наконец в 1733 году, младший сын тайши Баахана, Будучап (Бату Джамба), привел улус окончательно на Дон, где эти зюнгарские калмыки окончательно и остались. При этом двое из потомков тайши Баахана, а именно Джальцам и Габун-Шарет, присоединились к Дербетовой орде. По данным калмыцкой эмиграции личность самого Баахана (калм. Баахн «маленький» «небольшой») они отождествляют с Богшургой (калм. Богшурһа «воробей»), основателем Богшрахинского аймака (калм. Богшурһахна әәмг). Традиция давать другое имя знати было и у монголов, и у китайцев — «Государи — не называются в народе собственным именем из почитания к ним» — пишет Эренджен Хара Даван.

### XVIII век
В 1702 году с согласия правительства на Дон перешла большая группа калмыков, которым, как писал в 1747 году дербетский тайша Солом-Дорджи, повелением Петра I было предоставлено «право самим выбирать кочевья, как по Волге, так и по Дону, согласно их собственному желанию».
При возвращении улусов Менко-Темира, Четеря и Черкес-батыра на Волгу в 1704 году, казачьим властям удалось удержать у себя группу дербетов, имеющих 555 «человек, способных к службе». В 1723 году на территорию войска Донского откочевали дербетовские улусы Четеря и Лабан-Дондука, а также зюнгары Даши-Батора. При этом 300 кибиток калмыков «поступили в казачье звание».
Постепенно в составе Войска Донского сложилась категория так называемых коренных, или базовых, калмыков, в число которых входили калмыки, окончательно осевшие на Дону. За каждого из них бывшим владельцам было выплачено по 30 руб.
В 1723 году Пётр I повелел всех кочующих по Дону калмыков оставить в казачьем сословии и больше представителей этой народности на эти земли не принимать.

### XIX век
В 1803 году в состав войска Донского переселили беляевских (доломановских) и чугуевских калмыков кочевавших на Новой Днепровской линии, предположительно, общая численность беляевских и чугуевских калмыков в тот период достигала 3 тысяч человек.
В 1823 году в результате тяжёлого экономического кризиса из Малодербетовского улуса начались массовые побеги (3 тыс. кибиток). 975 кибиток из Ульдючинов, Чоносов и части Кубетов (Кевюдов) откочевали на Ставрополье и в Черноморию (область Кубанского войска). 700 кибиток были возвращены. Что касается оставшихся 275 кибиток, то профессор Пальмов полагал, что им удалось пробраться на Дон.
Документов об их переводе в состав казачества найти не удалось, но в более поздних документах появились упоминания о новых сотнях в составе Калмыцкого кочевья: Кевюдовской и Геленгекинской, жители которых относили себя к дербетам.

### Создание калмыцкого войска в составе Войска Донского
Так в особом калмыцком округе было создано калмыцкое войско в составе Донского казачьего войска. Административно было учреждено 13 сотен, расположенных в Сальских степях с общинными пастбищами, а именно: Харьковская (Цевднякинская), Беляевская, Балдырская (Потаповская), Эркетинская, Чоносовская (Бага-Чонос), Бембдякинская (Ики-Чонос), Геленгякинская, Кевюдовская, Бурульская (Бага-Бурул), Рынценовская (Зюнгарская), Бултуковская (Богшракинская), Багутовская, Намровская (Ики-Бурул).
В 1884 году донские калмыки и казаки были административно объединены путём учреждения Сальского округа с окружным административным центром в станице Великокняжеской. В состав вновь образованного округа вошли 12 станиц: Батлаевская, Бурульская, Власовская, Денисовская, Граббевская, Кутейниковская, Ново-Алексеевская, Потаповская, Платовская, Иловайская, Эркетинская, Чонусовская и хутора: Балдырский, Атаманский, Каменский, Потаповский и Эльмутянский.
Калмыки-бузавы имеют в своём составе более 100 ясунов (родов). Этнический состав округа был смешанным и многонациональным: калмыки, казаки, русские, украинцы, немцы. Калмыки, проживающие в Области Войска Донского и входящие в состав казачества, находились в ведении Военного Министерства.

Подробная карта земли Войска Донского, 1833 год

С 1 января 1892 года после вступления в силу Положения об общественном управлении станиц донские калмыки в правовом отношении были уравнены с казачеством Дона и стали строить гражданско-бытовые отношения по образцу Донского казачества, при этом упразднялось прежнее сотенное управление.

### XX век
11 ноября 1917 года декретом ВЦИК СНК «Об уничтожении сословий и гражданских чинов» большевики провели «расказачивание» — массовый Красный террор и репрессии против казачества. Большинство учёных отмечают классовый, а не этнический подход большевиков к казачеству, выступая против оценки расказачивания как особой антиказачьей политики, проводимой по этническому признаку.
В гражданскую войну, донские калмыки оказались по разные стороны баррикад. Белогвардейские калмыцкие кавалерийские полки ходили в походы с армиями Деникина, Корнилова и Врангеля и после их поражения эмигрировали за границу, осев в различных странах Европы и США. Наиболее известные: командир Зюнгарского полка Г. Э. Тепкин; С. Б. Балыков; Ш. Н. Балинов; Б. Н. Уланов; С. Д. Ремилёв, А. С. Сарсинов, А. Алексеев и др. Красные калмыцкие кавалерийские полки прошлись по фронтам гражданской войны от Дона до Польши. Среди которых можно отметить Х. Б. Канукова, В. А. Хомутникова, К. Э. Илюмжинова, Е. А. Басанова, Н. Шапшукову и самого известного красного донского калмыка генерал-полковника Оку Ивановича Городовикова (1879—1960), который командовал различными дивизиями в 1-й Конной Армии С. Будённого.

Флаг донского казачества

В период Гражданской войны на Дону была провозглашена казацкая антибольшевистская республика — Всевеликое войско Донское, которая отметила неотъемлемую роль калмыков в Донском казачестве. Так 4 мая 1918 года на заседании «Круга спасения Дона» под председательством атамана П. Н. Краснова были рассмотрены Основные законы Всевеликого войска Донского. В законах оговаривалась и символика Дона:
ст. 48. Три народности издревле живут на донской земле и составляют коренных граждан Донской области — донские казаки, калмыки и русские крестьяне. Национальными цветами их были: у донских казаков — синий, васильковый, у калмыков — жёлтый и у русских — алый. Донской флаг состоит из трёх продольных полос равной ширины: синей, жёлтой и алой.

## Переселение бузавов в Калмыкию
После окончания Гражданской войны в связи с образованием Калмыцкой автономной области в составе РСФСР началась работа по переселению калмыков из Донской области на территории Калмыцкого автономного округа.
Предполагалось переселить 13 тысяч человек в Большедербетовский улус. По состоянию на 1 января 1925 года, переселилось 8451 человек из 13 станиц Донской области.
В 1928 году было принято решение ВЦИК СССР об образовании Калмыцкого района в составе Сальского округа Северо-Кавказского края.. 29 апреля 1929 года президиум Северо-Кавказского крайкома принял решение «О создании самостоятельного Калмыцкого района в составе Сальского округа». Район был образован на части территории бывшего Ремонтненского уезда, переданного в Сальский округ 25 мая 1925 года из Калмыцкой АО. По сведениям на 1 апреля 1932 года в Калмыцком районе имелось 11 сельсоветов и 23 колхоза с населением 12 тысяч человек, в том числе 5 тысяч калмыков.
9 марта 1944 года в связи с насильственной депортацией калмыцкого народа Калмыцкий район был упразднён и его территория отошла в Зимовниковский и Сальский районы Ростовской области.
Тем самым в годы Советской власти астраханские, ставропольские, донские, терские и другие калмыки, именуемые по месту своего проживания, стали просто калмыками, объединёнными в единую национальность.

## Быт и уклад жизни
Длительное время степняки вели кочевой образ жизни. Основным жилищем была кибитка, юрта монгольского типа. Стационарными постройками сначала были землянки и полуземлянки из сырцовых или нарезанных из дёрна кирпичей, со второй половины XIX века стали распространяться строения русского типа, бревенчатые и кирпичные. Всего же калмыков в Калмыцком (Сальском) округе было по годам: в 1822 г. — 6.772 души; в 1882 г. — 28.695 душ; в 1917 году — 30.200 человек. В 1859 году в Калмыцком округе числилось до 100 тыс. лошадей, 50 тыс. крупного рогатого скота и до 200 тыс. овец. В начале XX века в среднем посев озимых и яровых в год достигал 75 тыс. четвертей, сбор — 350 тыс. Виноград разводился только любителями; станичники занимались огородничеством (до 700 дес.). Земледелие появилось в 30-е годы XIX века. Сначала хлебопашество играло подсобную роль, сопутствуя главному занятию — скотоводству. Широкое распространение получило сенокошение, заготовка кормов на зиму удерживала многие калмыцкие семьи от кочевой жизни.
Вторая половина XIX века явилась временем перехода на оседлость и к земледельческой деятельности. Благодаря упорному труду, народное благосостояние калмыков на Дону достигло хороших результатов. Достаточно сказать, что 50 % калмыцкого населения, хозяева, имевшие до 30-40 голов скота, 4-6 лошадей, 2-3 пары быков и засевавшие до 20-40 десятин хлеба — считались средними, а кто имел меньше этой нормы — бедняками, но таковых было мало. Были и крупные хозяева, которые имели по 1000 голов лошадей, от 2 до 5 тысяч овец, много сотен голов рогатого скота, сеявшие до 200—400 десятин хлеба, имения которых казались целыми хуторами с десятками и сотнями рабочих. Кроме скотоводства, калмыки занимались отхожими промыслами, нанимаясь в табунщики и на рыбные промыслы на донских низовьях.
Основным ремеслом было валяние бурок, занимались плетением войлоков, выделкой тулупов, производство домашней утвари, национальная иконопись, вышивание, изготовлением принадлежностей для верховой езды и национальных музыкальных инструментов.
Русское население переняло от калмыков оригинальные национальные блюда — шулюн (шулюм), дотур, калмыцкий чай джомба — с молоком, маслом и с солью. Основным хмельным напитком была арака, водка из молока.
В начале XX века стал набирать оборот финансовый капитал. В станицах были образованы кредитные товарищества. К примеру Потаповское кредитное общество насчитывало 248 членов, с капиталом 18.000 рублей.

## Духовная жизнь Донских калмыков-казаков
Духовная жизнь Донских калмыков-казаков регламентировалась Учреждением Гражданского Управления казаков и Временным Положением о службе Бакши — (Ламы) Донских калмыков. Царское правительство России с целью прервать связи Калмыков с Тибетом установило прерогативу Петербурга в утверждении Верховного ламы (Шаджин-лама). До 1902 года донские калмыки были лишены права иметь своего духовно-религиозного главу. Лишь благодаря кампании, поднятой есаулом Нараном Эренценовичем Улановым (видный деятель донских калмыков) и его статей помещённых в петербургских газетах, а равно и изданная брошюра «Калмыцкое духовенство и современное положение Калмыцкого народа на Дону», сыграли большую роль в смысле разрешения вопроса иметь своего «Ламу». Религиозная иерархия у Калмыков состояла из 4 ступеней: низшую ступень занимали рядовые монахи — «манжи», над ними стояли наставники — «бакши», ещё выше находились жрецы — «гелюнги», высшую ступень занимал первосвященник — «Лама». Пост «Ламы» давал не только известные религиозные права, но и большое светское влияние.

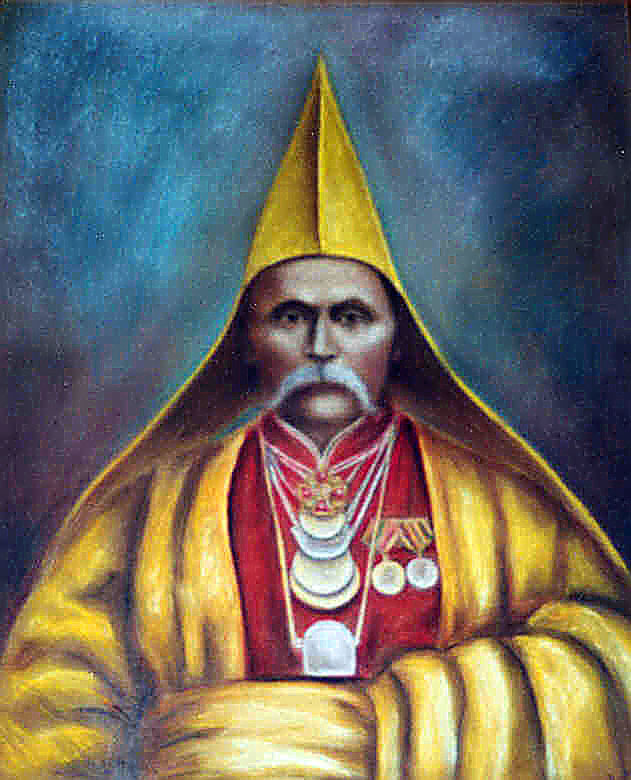
Лама Менько (Мёнкэ) Борманжинов, портрет работы Александра Бурщинова

## Борьба с обрусением в царской России
Лама Мёнкэ Борманжинов сыграл значительную роль в жизни донских калмыков, ведя упорную борьбу с русификацией. Благодаря ему, в школах, где учились калмыки, было введено преподавание калмыцкой грамоты, письменности и буддийского вероучения. В станицах Сальского округа появляются народные школы, а в ст. Великокняжеской: высшее начальное училище (городское), четырёхклассное женское училище. Вследствие мероприятий Ламы Борманжинова число калмыков, оканчивавших единственную, городскую школу в Сальском округе, увеличивалось с каждым годом. Благодаря материальной поддержке со стороны станичных обществ, в 1912 году в ст. Великокняжеской было открыто среднее учебное заведение, где обучалось до сотни калмыцких детей.
В 1906 году из среды донских калмыков появились первые студенты высших учебных заведений. В Новочеркасске можно было видеть детей калмыков в форме гимназистов, реалистов, а калмыцкую молодёжь — студентами и юнкерами Новочеркасского казачьего училища, по окончании которого они выходили в Донские полки.

## Известные личности

### Ламы
Известные Ламы Донских калмыков Джимба Микулинов, Аркад Чубанов, Менько Борманжинов, Дамбо-Даши Ульянов, Шургучи Нимгиров, Иван Китанов, Лубсан-Шарап Тепкин.

### Другие личности
- Санджи Балыков — Писатель калмыцкого зарубежья, публицист, журналист;
- Ока Городовиков — советский военачальник, генерал-полковник. Герой Советского Союза;
- Басан Городовиков — советский военачальник, генерал-лейтенант. Герой Советского Союза;
- Иван Илишкин — калмыцкий учёный, доктор филологических наук, первый директор Калмыцкого научно-исследовательского института языка, литературы и истории, заслуженный деятель науки Калмыцкой АССР;
- Кирсан Илюмжинов — российский государственный деятель, предприниматель. Первый президент Республики Калмыкия. Президент Международной шахматной федерации в 1995—2018 годах;
- Харти Кануков — революционный и общественный деятель времён Гражданской войны в России, поэт, переводчик, публицист, основатель первой советской калмыцкой газеты «Улан хальмг» («Красный калмык»);
- Церен-Дорджи Номинханов — учёный-востоковед, педагог, автор многочисленных трудов по калмыцкому, монгольскому и хакасскому языкам;
- Аксен Сусеев — народный поэт и общественный деятель Калмыцкой АССР.
- Бадьма Уланов — присяжный поверенный, член Всероссийского учредительного собрания, калмыцкий общественный деятель зарубежья;
- Василий Хомутников — полковник Рабоче-крестьянской Красной армии, участник Первой мировой, Гражданской и Великой Отечественной войн, военный разведчик, руководитель первой советской секретной экспедиции в Тибет.